# Abadi Hadis
Abadi Hadis Embaye (amharisch አባዲ ሃዲስ; * 6. November 1997; † 4. Februar 2020) war ein äthiopischer Langstreckenläufer. Hadis gehörte ab 2016 in seinem Heimatland zur nationalen Spitze und nahm einmal an Olympischen Spielen sowie zweimal bei Leichtathletik-Weltmeisterschaften teil. Sein bestes internationales Meisterschaftsergebnis gelang ihm 2017 mit Platz 3 bei den Crosslauf-Weltmeisterschaften.

## Sportliche Laufbahn
Hadis überraschte in der Olympiasaison 2016, in der er ohne vorherige internationale Erfolge – 2015 lief er die 5000 Meter in 13:13,17 min – im April zunächst die äthiopischen Meisterschaften über 10.000 Meter in 28:43,2 min gewann und sich zwei Monate später über diese Distanz bei dem in Hengelo abgehaltenen nationalen Olympia-Ausscheidungsrennen (Trials) als Dritter in 26:57,88 min für das äthiopische Olympiateam qualifizieren konnte. Dazwischen trat er über 5000 Meter erstmals bei Rennen der Diamond League an, Mitte Mai erlief er sich beim Shanghai Golden Grand Prix Rang 4 in 13:02,49 min, knapp einen Monat später belegte er bei den Bislett Games in Oslo mit 13:11,45 min den siebten Platz. Bei den Olympischen Spielen in Rio de Janeiro kam er schließlich im 10.000-Meter-Lauf in 27:36,34 min auf Rang 15 ein.
Im Folgejahr qualifizierte sich Hadis mit einem zweiten Platz bei den äthiopischen Crosslaufmeisterschaften für die Crosslauf-Weltmeisterschaften in Kampala. Bei diesen errang er hinter den Kenianern Geoffrey Kamworor und Leonard Barsoton die Bronzemedaille im etwa 10 Kilometer langen Männerrennen, dazu kam nach Addition der vier besten Einzelplatzierungen Gold im Team mit einem Punkt Vorsprung vor Kenia. Im weiteren Jahresverlauf siegte er bei den diesmal im Rahmen der FBK-Games in Hengelo ausgetragenen äthiopischen 10.000-Meter-Trials für die Weltmeisterschaften in London mit 27:08,26 min, im WM-Rennen wurde er in 26:59,19 min Siebter.
2018 nahm Hadis anders als im Vorjahr wieder bei mehreren Wettkämpfen der Diamond League teil, zu Rang 11 in Rabat über 3000 Meter (7:42,83 min) kamen über 5000 Meter Platz 6 in Shanghai (13:11,04 min) und jeweils Rang 3 bei den Stockholm Bauhaus Athletics (13:06,76 min) und der Athletissima in Lausanne (13:03,62 min). Außerdem blieb er beim Diamond-League-Finale in Brüssel (Memorial Van Damme) als Fünfter in 12:56,27 min erstmals unter 13 Minuten. Nach der Bahnsaison überquerte er beim Valencia-Halbmarathon nach 58:44 min die Ziellinie, damit wurde er hinter dem später wegen Dopings disqualifizierten Kenianer Abraham Kiptum sowie seinem Landsmann Jemal Yimer Dritter und blieb drei Sekunden unter dem wenige Sekunden zuvor von Yimer gebrochenen alten Landesrekord von Atsedu Tsegay.
Im ersten Jahresdrittel 2019 wurde er beim RAK-Halbmarathon in erneut 58:44 min Zweiter und gewann den Bahrain-Halbmarathon in Manama mit 59:42 min. In der Freiluftsaison kam er über 5000 Meter bei der Golden Gala in Rom in 12:56,48 min wie auch bei der Athletissima in 13:04,50 min auf Platz 5; über 10.000 Meter gewann er bei den äthiopischen Meisterschaften Bronze, qualifizierte sich aber über diese Strecke als Sechster bei den Trials in Hengelo trotz Bestzeit von 26:56,46 min nicht für die Weltmeisterschaften in Doha. Dafür wurde er für die Ende August in Rabat ausgetragenen Afrikaspiele nominiert, kam dort in 28:27,38 min eine halbe Minute hinter der Spitze aber nur auf Platz 7. Seinen letzten Wettkampf bestritt er einen Monat später, als er bei den Weltmeisterschaften schließlich über 5000 Meter antrat, aber auch dort keinen guten Tag erwischte und überraschend als Vierzehnter seines Vorlaufs ausschied.
Am 5. Februar 2020 wurde bekannt, dass Hadis am Vortag verstorben war. Todesursache war laut der spanischen Sportzeitung As eine „komplizierte Krankheit“, Hadis sei für mehrere Monate in einem schlechten Zustand gewesen. Zum Zeitpunkt seines Todes war er einer von nur fünf Langstrecklern, die über 5000 Meter unter 13 Minuten, über 10.000 Meter unter 27 Minuten und über die Halbmarathondistanz unter 59 Minuten geblieben waren.

## Persönliche Bestzeiten
- 3000 Meter: 7:39,10 min, 13. Juni 2018 in Ostrava
- 5000 Meter: 12:56,27 min, 31. August 2018 in Brüssel
- 10.000 Meter: 26:56,46 min, 17. Juli 2019 in Hengelo
- Halbmarathon: 58:44 min, 28. Oktober 2018 in Valencia und 8. Februar 2019 in Ra’s al-Chaima